# BOR (Raumgleiter)

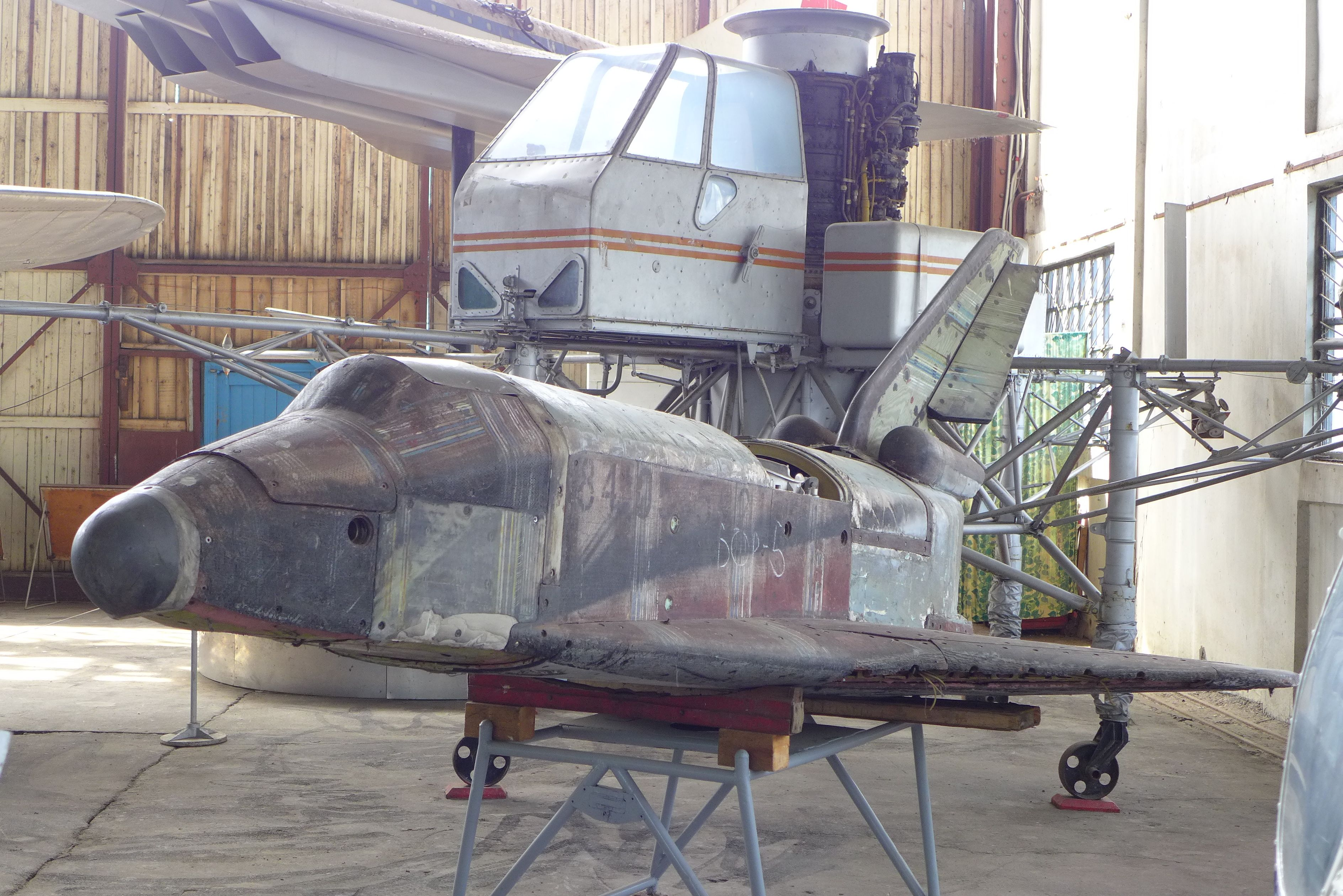
BOR-5, Monino 2013

BOR (russisch БОР – Беспилотный Орбитальный Ракетоплан Bespilotny Orbitalny Raketoplan für „unbemanntes orbitales Raketenflugzeug“) war die Bezeichnung einer Reihe von Testflugkörpern, mit denen Erfahrungen für die Entwicklung der sowjetischen Raumfähre Buran gesammelt werden sollten.
1973 kündigte der militärisch-industrielle Komplex (VPK – Военно-промышленный комплекс) der UdSSR ein Programm zur Entwicklung von Raumfähren an. Ziel des BOR-Programms war die Entwicklung von Hitzeschutzschilden und der generellen aerodynamischen Strukturen einer Raumfähre. Das Konzept der Raumfähre basiert auf dem Prototyp Mikojan-Gurewitsch MiG-105.

## BOR-1, -2 und -3
- BOR-1: 15. Juli 1969, Start mit einer Kosmos-3-Rakete auf dem Testgelände Kapustin Jar. Verkleinertes Testmodell mit suborbitaler Flugbahn, mit einem Apogäum von rund 100 km und einer Fluggeschwindigkeit Mach 10,4. Verglüht in der Atmosphäre.[1][2][3]
- BOR-2: Verkleinertes Testmodell, vier Suborbitale Flüge zwischen 1969 und 1972. Starts auf dem Testgelände Kapustin Jar.[4]
- BOR-3: Verkleinertes Testmodell, zwei Suborbitale Flüge in den Jahren 1973 und 1974. Starts auf dem Testgelände Kapustin Jar. Beide Flüge endeten mit einem Absturz.[5]

## BOR-4

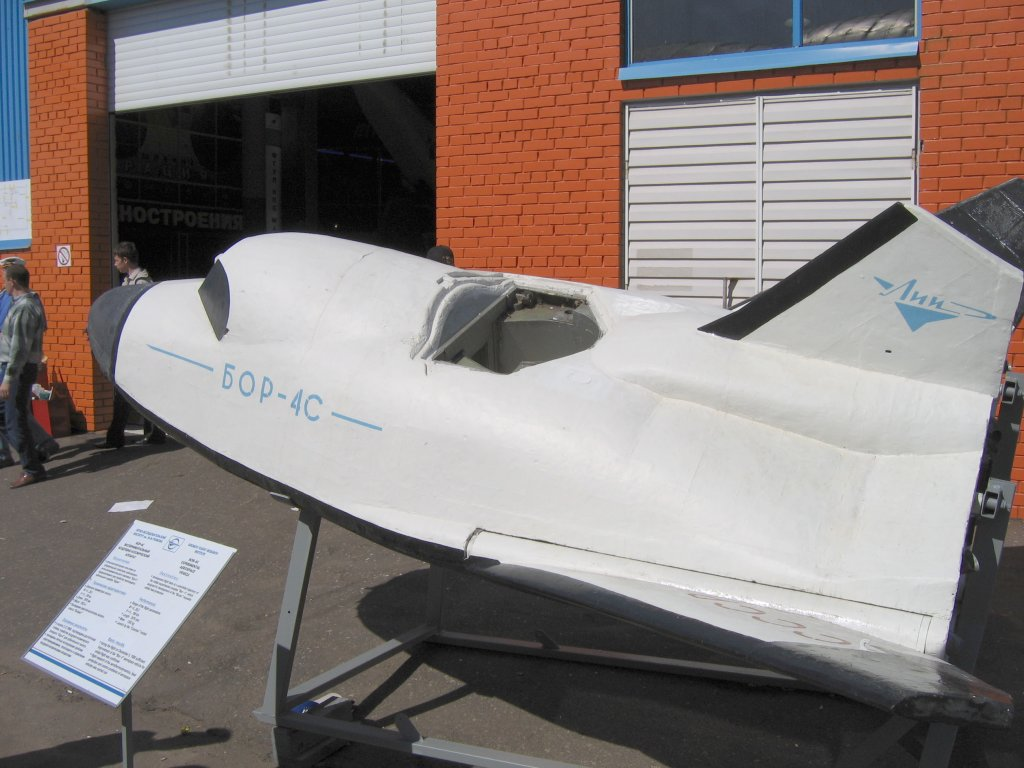
BOR-4S, MAKS 2005

BOR-4 war ein Auftriebskörper mit verstellbaren Flügeln, hatte eine Masse von 1450 kg, war etwa 2,5 m lang und hatte eine Spannweite von etwa 1,5 m. Der Start erfolgte mit einer Kosmos-3M-RB5-Rakete (K65-RB5). Bei einem suborbitalen Testflug und vier Starts mit anschließender Erdumkreisung wurden Flughöhen bis zu 100 km und Geschwindigkeiten von Mach 3 bis 25 erreicht. Die Landung erfolgte mit einem kontrollierten Wiedereintritt in die Erdatmosphäre, Abbremsung mittels Hitzeschild, Freiflug, Flug am Gleitfallschirm und schließlich mit einer Wasserung.
- BOR-4 401: 5. Dezember 1980,  suborbital
- BOR-4 404 (Kosmos 1374): 3. Juni 1982, Wasserung im Indischen Ozean
Basierend auf Bildern, die die NASA von dieser BOR-4-Wasserung und Bergung erlangte, wurde der Prototyp HL-20 sowie der hierauf basierende Dream Chaser entwickelt.[7]
- BOR-4 405 (Kosmos 1445): 15. März 1983, Wasserung im Indischen Ozean
- BOR-4 406 (Kosmos 1517): 27. Dezember 1983, Wasserung im Schwarzen Meer
- BOR-4 407 (Kosmos 1614): 19. Dezember 1984, Wasserung im Schwarzen Meer

## BOR-5

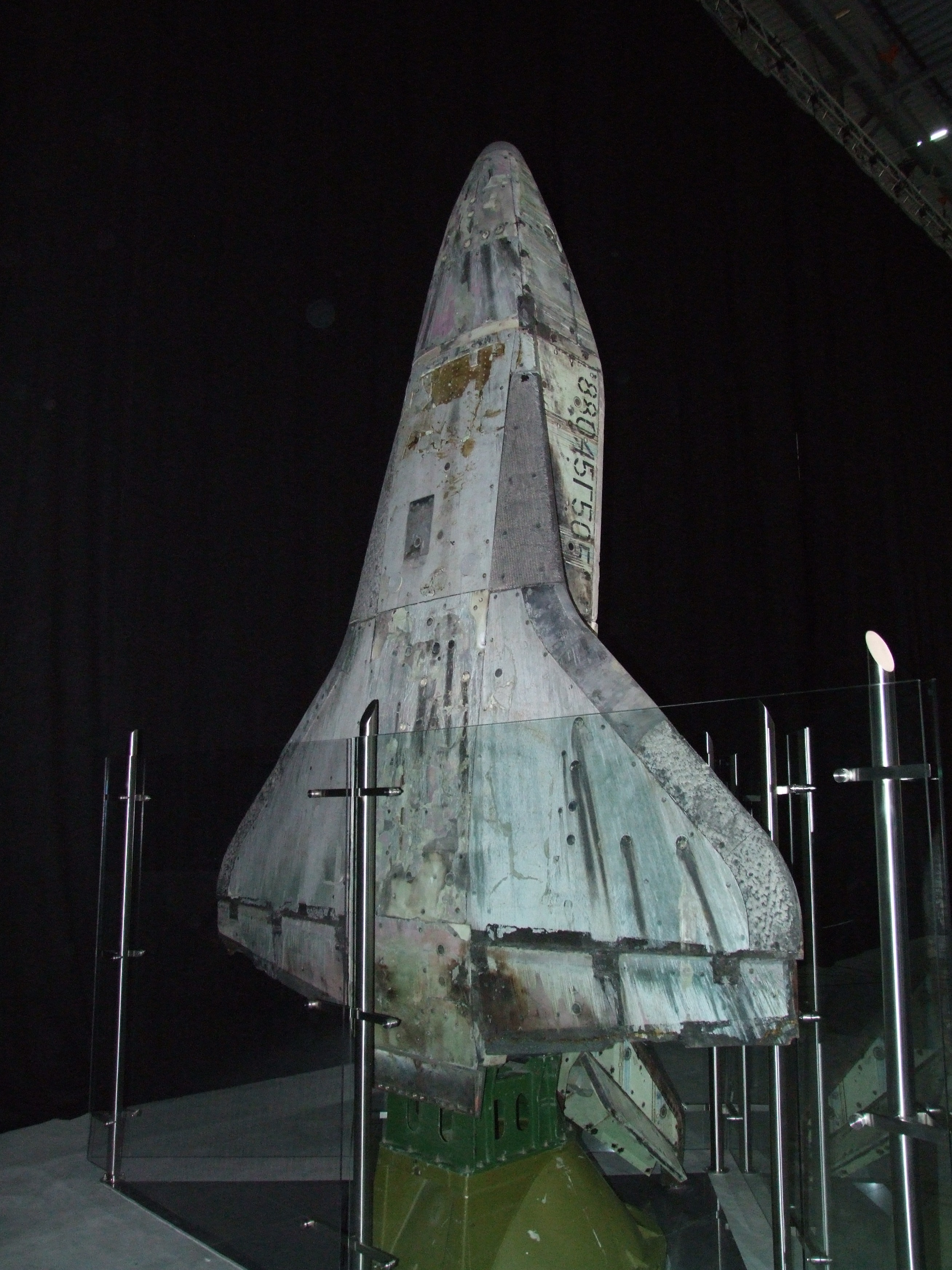
BOR-5, Unterseite im Technikmuseum Speyer

BOR-5 war ein 1:8 Modell der Raumfähre Buran, das verwendet wurde, um Daten über die aerodynamischen Flugeigenschaften einer Raumfähre zu erhalten. Im Gegensatz zum BOR-4 wurde dieses Modell nur auf suborbitalen Flugbahnen erprobt. Als Startrakete diente ebenso die Kosmos-3M-RB5-Rakete (K65-RB5). Insgesamt fanden fünf Flüge von Kapustin Jar aus statt. Die Flugkörper erreichten dabei eine Gipfelhöhe von 210 km und gingen dann in einen horizontalen Gleitflug mit anfangs 5 km/s Geschwindigkeit über. Ab etwa 50 km Höhe wurde das Modell automatisch ausgerichtet, zuerst mit Steuerdüsen, in geringerer Höhe durch ein Leitwerk. Die Landung erfolgte etwa 2000 km vom Startplatz entfernt in der Nähe des Balchaschsees.
- BOR-5 501: 5. Juli 1984, Fehlstart
- BOR-5 502: 17. April 1985
- BOR-5 503: 27. Dezember 1986
- BOR-5 504: 27. August 1987
- BOR-5 505: 21. Juni 1988

## BOR-6

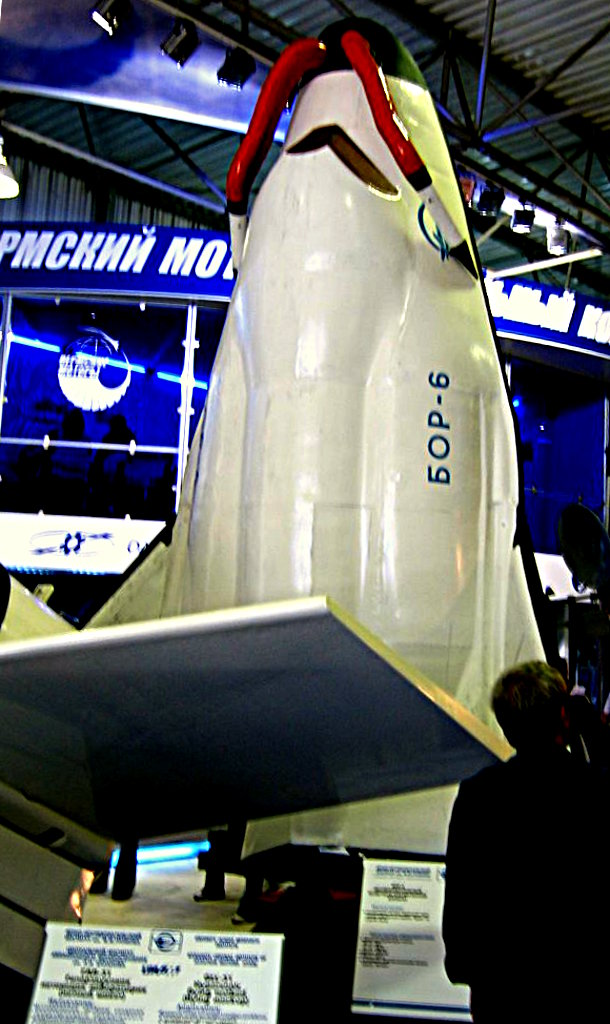
BOR-6 auf der Ausstellung MAKS-2005

BOR-6 hatte eine ähnliche Konfiguration wie der BOR-4. Es gab damit keine Flugversuche.